# Młaka

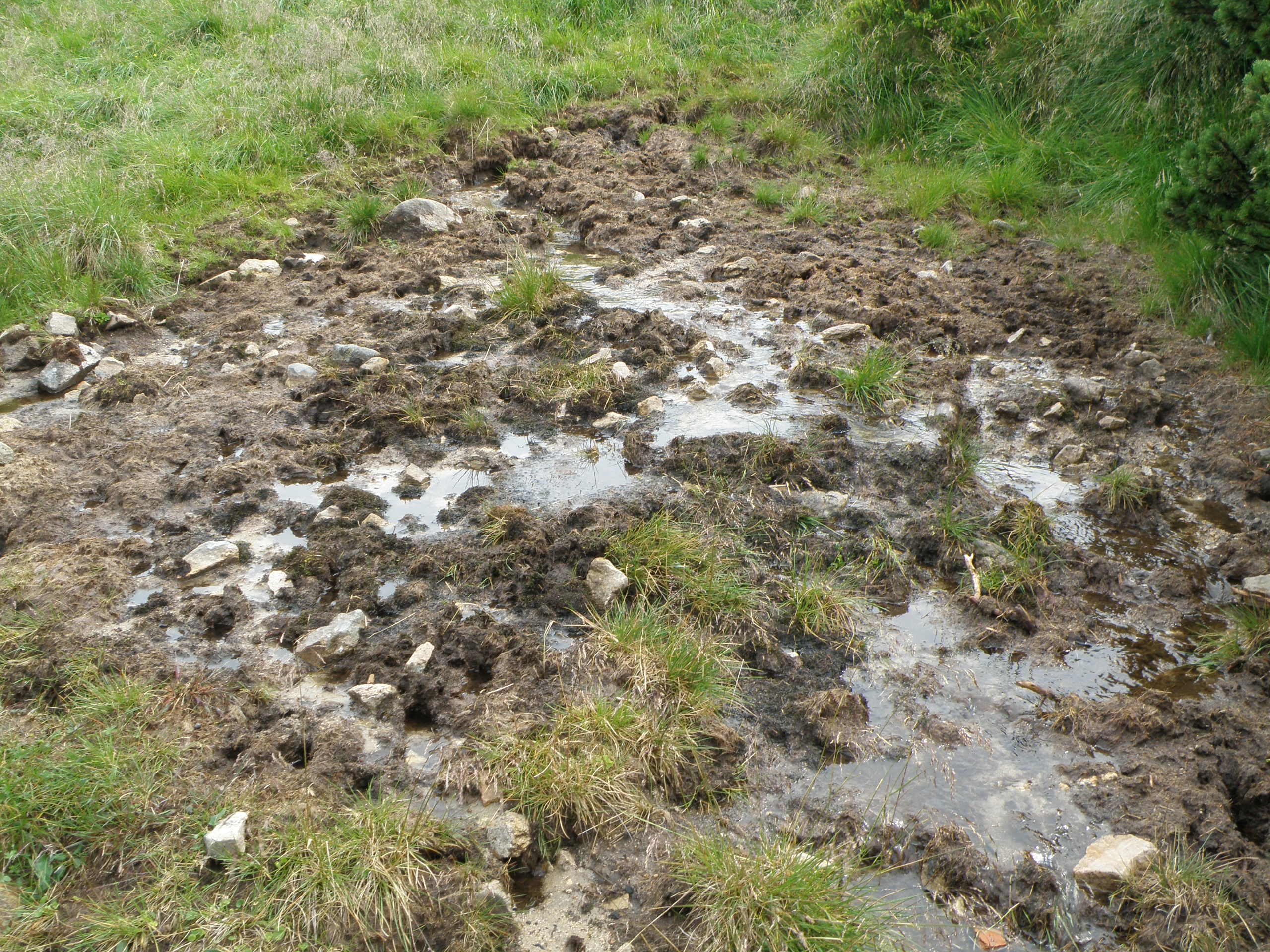
Młaka w Karkonoskim Parku Narodowym.

Młaka – powierzchniowy, nieskupiony wypływ wód podziemnych z utworów pokrywowych, także wokół źródła, zwykle zatorfiony lub zabagniony wskutek utrudnionego odpływu wody. Porośnięty roślinnością bagienną lub łąkową.
Młaki pojawiają się z reguły tam, gdzie następuje zatamowanie swobodnego odpływu na powierzchni, a więc na odcinkach terenów płaskich lub słabo nachylonych. Woda, która nie może swobodnie odpłynąć, nasyca warstwę przypowierzchniową lub zwietrzelinę powodując zabagnienie terenu i rozwój roślinności hydrofilnej. Początkowo woda z młaki odpływa powoli w postaci jednej lub kilku strug. Jest to młaka odpływowa. W miarę rozwoju roślinności tworzy się zwarty jej kożuch uniemożliwiający odpływ. W tym momencie młaka przechodzi w typ ewaporacyjny. Młaki zajmują powierzchnię o różnej wielkości, od kilkunastu do kilku tysięcy metrów kwadratowych. Bardzo duże młaki tworzą pola młaczne.

## Status syntaksonomiczny
Młaką określa się również typ łąki występującej na terenach o wysokim poziomie wód gruntowych i utrudnionym odpływie (młaki, wysięki, źródliska itp.). Tworzą ją głównie mchy, turzyce, sitowate, wełnianki i in.
W syntaksonomii nazwa młaki bywa utożsamiana ze zbiorowiskami z rzędu Caricetalia nigrae i związku Caricion nigrae (kwaśne młaki niskoturzycowe) oraz z rzędu Caricetalia davallianae i związku Caricion davallianae (eutroficzne młaki niskoturzycowe).